# فلاد اشيم
فلاد اشيم (بالرومانية: Vlad Achim)‏ (7 أبريل 1989 بكونستانتسا في رومانيا - ) هو لاعب كرة قدم روماني في مركز الوسط. لعب مع نادي بوتوشاني ونادي بياترا نيامتس ونادي ستيوا بوخارست ونادي فيتورول كونستانتا ونادي فولنتاري وCSO Ovidiu ‏ ونادي ستيوا بوخارست الثاني ‏.

## وصلات خارجية
- فلاد اشيم على موقع الاتحاد الأوربي (الإنجليزية)
- فلاد اشيم على موقع قاعدة بيانات كرة القدم.إي يو (الإنجليزية)
- فلاد اشيم على موقع Soccerway.com (الإنجليزية)
- فلاد اشيم على موقع AS.com (الإسبانية)